# Parafia Trójcy Przenajświętszej w Jodłowej Górnej
Parafia Trójcy Przenajświętszej w Jodłowej Górnej - parafia rzymskokatolicka znajdująca się w diecezji tarnowskiej w dekanacie Pilzno. Erygowana w 1981. Mieści się pod numerem 369. Prowadzą ją księża diecezjalni. Kościół został konsekrowany 6 października 1991 r. przez abp. Józefa Życińskiego